# Barsente
Barsente (in greco antico: Βαρσαέντης?, Barsaentes o in greco antico: Βαρζάεντος?, Barsaentes; ... – 326 a.C.) è stato un satrapo persiano della Arachosia.

## Biografia
Satrapo della Arachosia e della Drangiana, fu presente alla battaglia di Gaugamela del 331 a.C.; dopo la sconfitta dei persiani, cospirò con Besso contro Dario. Fu uno dei congiurati che ferì mortalmente il re persiano, quando il re macedone Alessandro Magno li stava quasi per raggiungere.
Dopo questo avvenimento, scappò in India, dove, comunque, fu catturato dai locali e consegnato ad Alessandro, che lo mise a morte.